# Heteroceratopogon poguei
Heteroceratopogon poguei är en tvåvingeart som beskrevs av Wirth och Eileen D. Grogan 1988. Heteroceratopogon poguei ingår i släktet Heteroceratopogon och familjen svidknott.
Artens utbredningsområde är Nya Kaledonien. Inga underarter finns listade i Catalogue of Life.